# Odynerus numidicus
Odynerus numidicus är en stekelart som beskrevs av Gusenleitner. Odynerus numidicus ingår i släktet lergetingar, och familjen Eumenidae. Inga underarter finns listade i Catalogue of Life.